# School car
Na região Norte de Ontário, muitas famílias viviam longe demais das comunidades para permitir que os seus filhos frequentassem a escola. Como forma de proporcionar educação aos filhos de ferroviários, caçadores, nativos e outros povos do mato, o governo canadiano instituiu o sistema school car (em francês: "Des écoles sur rails"; em português: "Vagão escolar"). No seu auge, na década de 1940, cerca de sete comboios escolares viajavam nos caminhos de ferro do Norte de Ontário. Os school cars ou "school on wheels" (em português: "escolas sobre rodas" funcionaram de 1926 a 1967 e paravam em cada local da sua rota durante três a cinco dias por mês.